# San José del Valle
San José del Valle – gmina w Hiszpanii, w prowincji Kadyks, w Andaluzji, o powierzchni 223,85 km². W 2011 roku gmina liczyła 4447 mieszkańców.